# Carter McKay
Carter McKay a Dallas című sorozat egyik szereplője, George Kennedy alakította 1988-tól 1991-ig. A szereplő megjelent még a Dallas után a két spin-off filmben is, a Dallas: Jockey visszatér-ben (1996) és a Dallas: A Ewingok háborújában (1998).

## Történet
|  | Alább a cselekmény részletei következnek! |

Carter McKay 1988-ban érkezett meg Dallasba, és megvette Ray Krebbs farmját, ahol a fiatal feleségével, Rose-zal élt. Carter azonnal elkezdett ellenségeskedni a Ewing családdal, amikor is egy gáttal elzárta a folyót a Southforkban lévő állatoktól. Miss Ellie, Clayton, Bobby és Ray felrobbantották a gátat, Carter pedig zsoldos katonákat bérelt, hogy ráijesszen a Ewingokra. Eközben folyamatosan kereste a lányát, aki történetesen Bobby új szerelme lett: Tracey Lawton. Tracey hallani sem akart az apjáról, de Carter kitartott, hogy kibékülhessen a lányával. A háború viszont folytatódott Southforkban, Carter jobb keze, Fred Hughes majdnem lelőtte Bobby fiát, Christophert. Ez volt az utolsó csepp a pohárban a Ewingoknál. Carter aztán elmagyarázta Bobbynak, hogy Jeremy Wendell, a WestStar vezetője kényszerítette erre a háborúra, mivelhogy a fia, Tommy egy dél-amerikai börtönben ült, és csak így tudta volna kiszabadítani. Jeremy ezzel akarta elérni, hogy a Ewingok eladják neki a 40-es Southforki parcellát, ugyanis alatta hatalmas mennyiségű olaj található. Később egy üzleti ülésen Jeremy bevallott mindent a Ewingoknak, és a beszélgetésük közben a nyomozók ott voltak a háttérben és hallották Jeremy minden szavát. Aztán előbújtak, és letartóztatták Jeremyt. Miután Jeremyt elítélték, Carter lett a WestStar vezetője. 
|  | Itt a vége a cselekmény részletezésének! |

## Fordítás
- Ez a szócikk részben vagy egészben  a   Carter McKay című angol Wikipédia-szócikk fordításán alapul.  Az eredeti cikk szerkesztőit annak laptörténete sorolja fel. Ez a jelzés csupán a megfogalmazás eredetét és a szerzői jogokat jelzi, nem szolgál a cikkben szereplő információk forrásmegjelöléseként.